# Viacheslav Menzhinski
Viacheslav Rudólfovich Menzhinski (ruso: Вячеслав Рудольфович Менжинский; polaco: Wiaczesław Mężyński) (San Petersburgo, Imperio Ruso, 19 de agosto de 1874-Moscú, Unión Soviética, 10 de mayo de 1934) fue un político comunista ruso-polaco, dirigente del Partido Comunista de la Unión Soviética y presidente de la OGPU entre 1926 y 1934. Hablaba más de diez idiomas (incluidos coreano, chino, turco y persa), este último aprendido expresamente para leer las obras de Omar Jayam.

## Biografía

### Primeros años
Viacheslav Menzhinski, heredero boyardo de la nobleza rusa, nació en una familia de profesores ruso-polaca. Se graduó en la Facultad de Derecho de la Universidad de San Petersburgo en 1898.

### Activismo político
Se unió al Partido Obrero Socialdemócrata de Rusia (POSDR) en 1902. En 1905 se convirtió en miembro de la organización militar del Comité del partido en San Petersburgo. En 1906 fue detenido, pero fue capaz de escapar de Rusia. Vivió en Bélgica, Suiza, Francia y Estados Unidos, trabajando en las organizaciones del POSDR en el exilio. Se unió al equipo editorial de Vperiod, alineándose con Grigori Aleksinski y Mijaíl Pokrovski, rechazando el concepto de cultura proletaria desarrollado por Aleksandr Bogdánov y Anatoli Lunacharski. Tras la Revolución de Febrero de 1917, Menzhinski regresó a Rusia en el verano de aquel año.

### Últimos años y fallecimiento
El 2 de febrero de 1918, tan solo tres meses después de la formación del primer Consejo de Comisarios del Pueblo, sucedió a Iván Skvortsov-Stepánov como comisario del pueblo de Finanzas de la RSFS de Rusia. Ejerció este cargo hasta el 21 de marzo de 1918. Según G. Von Schantz, Menzhinski «condujo personalmente la demolición de los bancos rusos, una maniobra que privó a todos los oponentes del bolchevismo de sus medios financieros de guerra.»
Desde 1919, fue miembro del presidium de la Cheka, y cinco años después fue nombrado vicepresidente de su organismo sucesor, la OGPU. Tras la muerte de Félix Dzerzhinski en julio de 1926, Menzhinski fue nombrado presidente de la OGPU. Jugó un gran papel en la conducción de las operaciones secretas de contrainteligencia Trust y Sindikat-2, en el curso de los cuales los jefes de grandes centros antisoviéticos en el extranjero, Borís Sávinkov y Sidney Reilly, fueron atraídos a la Unión Soviética y detenidos.
Al mismo tiempo, como veterano chekista, Menzhinski era leal a Iósif Stalin, cuyo culto a la personalidad ya se había comenzado a formar, coincidiendo con algunas purgas importantes en 1930-1931. León Trotski, que se había reunido con él antes de la Revolución, tenía una visión ordinaria de Menzhinski: «Parecía más bien la sombra de otro hombre irrealizado, o más bien un pobre boceto de un retrato inacabado.»
Menzhinski pasó sus últimos años como inválido, al sufrir una aguda angina de pecho desde finales de los años 1920, que le hacía incapaz de hacer esfuerzos físicos. Dirigía los asuntos de la OGPU acostado en un sofá de su oficina en la Lubianka, pero raramente interfería en las operaciones diarias de la OGPU. Stalin tendía a despachar con su primer vicepresidente, Génrij Yagoda, quien en la práctica se puso al frente de la organización en todo excepto en el nombre desde finales de la década de 1920.
Menzhinski falleció por causas naturales en 1934. Sus cenizas están situadas en la Necrópolis de la Muralla del Kremlin de Moscú.
Cuando su sucesor, Génrij Yagoda, hizo su confesión pública bajo coacción en el Juicio de los Veintiuno en 1938, aseguró que había envenenado a Menzhinski.